# Oostendensche FC
Oostendensche FC – belgijski klub piłkarski, mający siedzibę w mieście Ostenda, w północno-zachodniej części kraju, działający w latach 1898–1899.

## Historia
Chronologia nazw:
- 1898: Oostendensche FC
- 1899: klub rozwiązano

Klub sportowy Oostendensche FC został założony w miejscowości Ostenda w 1898 roku. W 1898 klub dołączył do UBSSA. W sezonie 1898/99 startował w rozgrywkach Coupe de Championnat, grając w grupie flamandzkiej, zwanej Ere Afdeling Oost- en West-Vla, w której zajął drugie miejsce. Po zakończeniu sezonu został rozwiązany.

## Sukcesy

### Trofea międzynarodowe
Nie uczestniczył w rozgrywkach europejskich (stan na 31-05-2020).

### Trofea krajowe
| \| \| Zdobyte trofea w rozgrywkach Belgii (stan na: 31-05-2020) \| |                                                           |      |                             |
| Rozgrywki                                                          | Osiągnięcie                                               | Razy | Sezon(y)                    |
| Mistrzostwo                                                        | I miejsce                                                 | 0    |                             |
| Mistrzostwo                                                        | II miejsce                                                | 1    | 1898/99 (Oost- en West-Vla) |
| Mistrzostwo                                                        | III miejsce                                               | 0    |                             |
| Puchar                                                             | zdobywca                                                  | 0    |                             |
| Puchar                                                             | finalista                                                 | 0    |                             |
| II liga                                                            | I miejsce                                                 | 0    |                             |
| II liga                                                            | II miejsce                                                | 0    |                             |
| II liga                                                            | III miejsce                                               | 0    |                             |
| Belgia                                                             | Zdobyte trofea w rozgrywkach Belgii (stan na: 31-05-2020) |      |                             |

## Poszczególne sezony

### Rozgrywki międzynarodowe

#### Europejskie puchary
Nie uczestniczył w rozgrywkach europejskich.

### Rozgrywki krajowe
| \| Belgia \| Bilans występów klubu w rozgrywkach piłkarskich Belgii (Stan na 31 maja 2019 r.) \| \| |                                                                                  |        |       |   |   |   |    |    |     |         |        |        |      |
| Poziom                                                                                              | Rozgrywki                                                                        | Sezony | Mecze | Z | R | P | B+ | B– | Pkt | Lata    | Awanse | Spadki | Naj. |
| I                                                                                                   | Ere Afdeling Oost- en West-Vla                                                   | 1      |       |   |   |   |    |    |     | 1898/99 | 0      | 0      | 2    |
| II                                                                                                  | Tweede klasse                                                                    | 0      |       |   |   |   |    |    |     |         | 0      | 0      |      |
| III                                                                                                 | Derde klasse                                                                     | 0      |       |   |   |   |    |    |     |         | 0      | 0      |      |
| IV                                                                                                  | Vierde klasse                                                                    | 0      |       |   |   |   |    |    |     |         | 0      | 0      |      |
| | Puchar Belgii                                                                    | 0      |       |   |   |   |    |    |     |         | 0      | 0      |      |
| Belgia                                                                                              | Bilans występów klubu w rozgrywkach piłkarskich Belgii (Stan na 31 maja 2019 r.) |        |       |   |   |   |    |    |     |         |        |        |      |

## Kibice i rywalizacja z innymi klubami

### Derby
- FC Brugeois
- AC Gantois
- Sport Pédestre de Gand